# Thyropygus inferorum
Thyropygus inferorum är en mångfotingart som beskrevs av Filippo Silvestri 1895. Thyropygus inferorum ingår i släktet Thyropygus och familjen Harpagophoridae. Inga underarter finns listade i Catalogue of Life.